# 1408 Trusanda
1408 Trusanda este un asteroid din centura principală, descoperit pe 23 noiembrie 1936, de Karl Reinmuth.